# 邹泉荪
邹泉荪（1902年—1975年2月26日），别号家积，山东福山人。中华民国政治人物。

## 生平
1902年，邹泉荪出生。1942年2月起，历任汪精卫政权经济委员会委员、华北政务委员会委员等职务。日本投降后，于1945年12月被捕。1947年6月，以汉奸罪被判处无期徒刑。1949年1月，自南京首都监狱移送上海提篮桥监狱继续服刑。
1975年2月26日，邹泉荪在狱中病亡（日期来自徐家俊《对审讯汪伪群奸图片说明的辨正》一文，该文编后又称据邹泉荪亲属，邹于1972年在狱中病故）。